# Mali nos Jogos Olímpicos de Verão de 2012
Mali competiu nos Jogos Olímpicos de Verão de 2012, que aconteceram na cidade de Londres, no Reino Unido, de 27 de julho até 12 de agosto de 2012.

## Atletismo

### Masculino
| Atleta         | Evento | Fase de grupo | Fase de grupo | Quartas de final | Quartas de final | Semifinal   | Semifinal   | Final       | Final       |
| Atleta         | Evento | Resultado     | Posição       | Resultado        | Posição          | Resultado   | Posição     | Resultado   | Posição     |
| -------------- | ------ | ------------- | ------------- | ---------------- | ---------------- | ----------- | ----------- | ----------- | ----------- |
| Moussa Camarao | 800m   | 1:51.36       | 6             | —                | —                | Não avançou | Não avançou | Não avançou | Não avançou |

### Feminino
| Atleta          | Evento             | Fase de grupo | Fase de grupo | Quartas de final | Quartas de final | Semifinal   | Semifinal   | Final       | Final       |
| Atleta          | Evento             | Resultado     | Posição       | Resultado        | Posição          | Resultado   | Posição     | Resultado   | Posição     |
| --------------- | ------------------ | ------------- | ------------- | ---------------- | ---------------- | ----------- | ----------- | ----------- | ----------- |
| Rahamatou Dramé | 100m com barreiras | —             | —             | —                | —                | Não avançou | Não avançou | Não avançou | Não avançou |

## Judô

### Masculino
| Atleta     | Evento    | Round 64                       | Round 32    | Round 16    | Quartas de final | Semifinais  | 1ª repescagem | 2ª repescagem | Final       | Final       |
| Atleta     | Evento    | Resultado                      | Resultado   | Resultado   | Resultado        | Resultado   | Resultado     | Resultado     | Resultado   | Posição     |
| ---------- | --------- | ------------------------------ | ----------- | ----------- | ---------------- | ----------- | ------------- | ------------- | ----------- | ----------- |
| Oumar Koné | Peso -100 | BRA Luciano Corrêa L 0002–0102 | Não avançou | Não avançou | Não avançou      | Não avançou | Não avançou   | Não avançou   | Não avançou | Não avançou |

## Natação

### Masculino
| Atleta          | Evento     | Fase de grupos | Fase de grupos | Semifinal   | Semifinal   | Final       | Final       |
| Atleta          | Evento     | Resultado      | Posição        | Resultado   | Posição     | Resultado   | Posição     |
| --------------- | ---------- | -------------- | -------------- | ----------- | ----------- | ----------- | ----------- |
| Mamadou Soumare | 100m livre | 57.32          | 52             | Não avançou | Não avançou | Não avançou | Não avançou |

### Feminino
| Atleta               | Evento    | Fase de grupos | Fase de grupos | Semifinal   | Semifinal   | Final       | Final       |
| Atleta               | Evento    | Resultado      | Posição        | Resultado   | Posição     | Resultado   | Posição     |
| -------------------- | --------- | -------------- | -------------- | ----------- | ----------- | ----------- | ----------- |
| Fatoumata Samassékou | 50m livre | 31.88          | 61             | Não avançou | Não avançou | Não avançou | Não avançou |

## Taekwondo

### Masculino
| Atleta            | Evento        | Round 16              | Quartas de final              | Semifinal            | 1ª repescagem      | 2ª repescagem       | Final              | Final   |
| Atleta            | Evento        | Oponente Resultado    | Oponente Resultado            | Oponente Resultado   | Oponente Resultado | Oponente Resultado  | Oponente Resultado | Posição |
| ----------------- | ------------- | --------------------- | ----------------------------- | -------------------- | ------------------ | ------------------- | ------------------ | ------- |
| Daba Modibo Keïta | Mais de 80 kg | UZB Irgashev W 13 - 4 | CAN Coulombe-Fortier W 11 - 6 | ITA Molfetta L 4 - 6 | BYE                | CUB Despaigne L WO' | Não avançou        | 5       |